# Audrey Long
Audrey Long (ur. 12 kwietnia 1922 w Orlando na Florydzie, zm. 19 września 2014 w Londynie) – amerykańska aktorka filmowa lat czterdziestych i pięćdziesiątych.